# Peresime abyssalis
Peresime abyssalis är en kräftdjursart som beskrevs av Dinet 1974. Peresime abyssalis ingår i släktet Peresime och familjen Tisbidae. Inga underarter finns listade i Catalogue of Life.